# Пятиствольный каштан
Пятиствольный каштан — ботанический памятник природы в Симферополе. Дерево каштана конского имеет пять стволов, которые выросли из разных плодов. Общий охват пяти стволов 5,44 м, высота 25 м, возраст более 185 лет.
Дерево растёт во дворе жилого дома по улице Фрунзе, дом 30 в городе Симферополе. Каштаны были посажены в одну лунку в 1829 году другом А. Пушкина врачом Ф. К. Мильгаузеном как мемориальный семейный знак.
Дерево получило статус ботанического памятника природы в 1972 году. Имеется ограждение и охранный знак. Каштан в хорошем состоянии на 2013-й год. К 2017 году сломались два ствола из-за отсутствия профессионального ухода.